# Acanthosaura
Acanthosaura – rodzaj jaszczurek z podrodziny Draconinae w obrębie rodziny agamowatych (Agamidae).

## Zasięg występowania
Rodzaj obejmuje gatunki występujące w Azji Południowo-Wschodniej i Wschodniej (Chińska Republika Ludowa, Mjanma, Laos, Wietnam, Kambodża, Tajlandia, Malezja i Indonezja).

## Charakterystyka
Jaszczurki z tego rodzaju prowadzą dzienny tryb życia. Żyją na drzewach, na terenach położonych od poziomu morza do 1450 m n.p.m. Żywią się owadami.

## Systematyka

### Etymologia
Acanthosaura: gr. ακανθα akantha „kolec, cierń”, od ακη akē „punkt”; σαυρος sauros „jaszczurka”.

### Podział systematyczny
Do rodzaju należą następujące gatunki:
- Acanthosaura armata (Gray, 1827) – kolcokarkama zbrojna[8]
- Acanthosaura aurantiacrista Trivalairat, Kunya, Chanhome, Sumontha, Vasaruchapong, Chomngam & Chiangkul, 2020
- Acanthosaura bintangensis Wood, Grismer, Grismer, Ahmad, Onn & Bauer, 2009
- Acanthosaura brachypoda Ananjeva, Orlov, Nguyen & Ryabov, 2011
- Acanthosaura capra Günther, 1861
- Acanthosaura cardamomensis Wood, Grismer, Grismer, Neang, Chav & Holden, 2010
- Acanthosaura coronata Günther, 1861
- Acanthosaura crucigera Boulenger, 1885
- Acanthosaura cuongi Ngo, Le, Nguyen, Nguyen, Nguyen, Phan, Nguyen, Ziegler & Do, 2025
- Acanthosaura lepidogaster (Cuvier, 1829)
- Acanthosaura liui Liu, Hou, Mo & Rao, 2020
- Acanthosaura longicaudata Liu, Rao, Hou, Orlov, Ananjeva & Zhang, 2022
- Acanthosaura meridiona Trivalairat, Sumontha, Kunya & Chiangkul, 2022
- Acanthosaura murphyi Nguyen, Do, Hoang, Nguyen, McCormack, Nguyen, Orlov, Nguyen & Nguyen, 2018
- Acanthosaura nataliae Orlov, Truong & Sang, 2006
- Acanthosaura phongdienensis Nguyen, Jin, Vo, Nguyen, Zhou, Che, Murphy & Zhang, 2019
- Acanthosaura phuketensis Pauwels, Sumontha, Kunya, Nitikul, Samphanthamit, Wood & Grismer, 2015
- Acanthosaura prasina Ananjeva, Ermakov, Nguyen, Nguyen, Murphy, Lukonina & Orlov, 2020
- Acanthosaura rubrilabris Liu, Rao, Hou, Orlov, Ananjeva & Zhang, 2022
- Acanthosaura titwangsaensis Wood, Grismer, Grismer, Ahmad, Onn & Bauer, 2009
- Acanthosaura tongbiguanensis Liu & Rao, 2019